# Shunta Takahashi
Shunta Takahashi (高橋 駿太 Takahashi Shunta?), född 9 februari 1989 i Toyama prefektur, är en japansk fotbollsspelare.
Takahashi började sin karriär 2007 i Montedio Yamagata. Efter Montedio Yamagata spelade han för Tochigi Uva FC, FC Ryukyu, AC Nagano Parceiro, Thespakusatsu Gunma och Kataller Toyama.